# Sibirotherium
Sibirotherium is een geslacht van uitgestorven docodonte Mammaliaformes.
De typesoort Sibirotherium rossicum werd in 2002 benoemd door Mastjenko, Lopatin en Woronowitsj. De geslachtsnaam verbindt een verwijzing naar de herkomst uit Siberië met een Grieks therion, 'dier'. De soortaanduiding verwijst naar Rusland. 
Het holotype PM TSU 16/5-22 bestaat uit een linkeronderkaak. Toegewezen is een tiental kaakfragmenten en losse tanden gevonden in de Ilekformatie uit het Vroeg-Krijt (Aptien) van West-Siberië. 
Het is naast Khorotherium, ook uit Siberië, een van de jongste docodonten. Sibirotherium is wel geplaatst in de Tegotheriidae.